# Gyula Sax
Gyula Sax (18 de junho de 1951 – 25 de janeiro de 2014) foi um jogador de xadrez da Hungria, com diversas participações nas Olimpíadas de xadrez. Sax participou de quase todas as edições entre 1972 e 1992, exceto 1976 e 1990, e da edição de 2000 tendo conquistado em participações individuais a medalha de bronze em 1978 no terceiro tabuleiro. Por equipes, conquistou a medalha de ouro em 1978 e duas de prata em  1972 e 1980 no segundo tabuleiro reserva e no terceiro, respectivamente.

## Vida
Sax recebeu o título IM em 1972 e o título GM em 1974. Gyula Sax foi o campeão húngaro de xadrez em 1976 e 1977. Em 1971-72, Sax foi o Campeão Europeu Júnior.
Ele ficou em primeiro lugar em Rovinj - Zagreb 1975, Vinkovci 1976, Las Palmas (junto com Vladimir Tukmakov) 1978, torneio internacional de xadrez da IBM em 1979 (junto com Vlastimil Hort ) e Wijk aan Zee 1989 (dividido em um empate a quatro). Ele venceu o Campeonato Canadense de Xadrez em 1978 e o forte Lugano Open em 1984.
Gyula Sax participou duas vezes consecutivas no Torneio dos Candidatos após se classificar no Subotica Interzonal em 1987 e no Manila Interzonal em 1990, respectivamente, mas foi eliminado no Candidatos em 1988 por Nigel Short (+ 0 = 3-2) e em 1991 depois prorrogação aos sessenta anos de idade, Viktor Korchnoi (+ 1 = 6-1; +0 = 1-1 xadrez rápido). Sua classificação Elo mais alta foi 2 610 em janeiro de 1988 e novamente em janeiro de 1989, com sua melhor classificação mundial na posição 12 compartilhada na lista (semestral) de janeiro a junho de 1989.

Judit Polgár prestou homenagem a ele logo após sua morte:
Gyula Sax foi um dos maiores jogadores de xadrez da Hungria. Ele foi o primeiro GM que me tratou como um colega jogador de xadrez quando eu tinha apenas 9 anos. Ele estava pronto para analisar posições comigo e compartilhar ideias e, com isso, me deu muita autoconfiança. Mais tarde, eu o conheci em muitas ocasiões diferentes, jogamos um contra o outro e jogamos juntos na seleção nacional. Ele também foi medalhista de ouro olímpico e um jogador de ataque incrivelmente enérgico! 

## Jogos de xadrez notáveis
- Vasily Smyslov vs Gyula Sax, Tilburg 1979, King's Indian, Fianchetto Variation (A49), 0-1 Um final de jogo fechado e simétrico vencido por Sax contra um mestre de final de jogo e ex-campeão mundial Smyslov.